# Liste der sächsischen Gesandten in Preußen
Dies ist eine Liste der sächsischen Gesandten in Preußen. 

## Gesandte

### Gesandte desKurfürstentum Sachsen
Die Brandenburgisch-sächsischen Beziehungen reichen bis zum Mittelalter zurück. 1711 folgte die Aufnahme ständiger diplomatischer Beziehungen. 

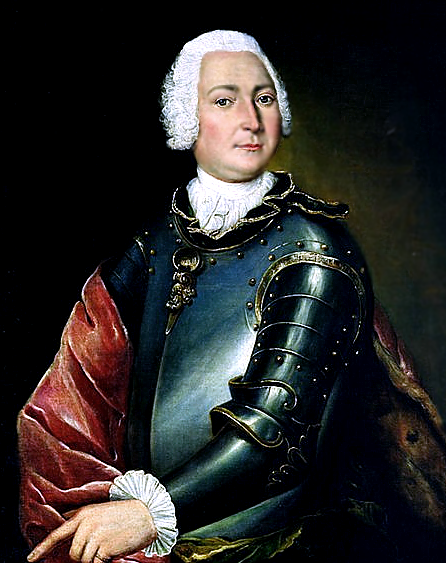
Ernst Christoph von Manteuffel

- 1711–1717: Ernst Christoph von Manteuffel (1676–1749)
- 1717–1718: Albrecht von der Lieth (1659–1718)
- 1720–1730: Ulrich Friedrich von Suhm (1691–1740)
- 1730–1730: Moritz Karl zu Lynar (1702–1768)
- 1730–1732: Christian Ernst von Polentz (1681–1752)
- 1732–1733: Friedrich Gotthard von Bülow (1688–1768)
- 1733–1733: Georg Wilhelm von Birkholz (1678–1747)
- 1733–1738: Johann Ludwig von Ponickau
- 1740–1746: Alexander Heinrich von Siepmann
- 1746–1749: Johann Christoph Walther (1715–1771)

…
- 1764–1777: Heinrich Gottlieb von Stutterheim (1718–1789)
- 1777–17??: Friedrich August von Zinzendorf (1733–1804)

…
- 1801–18??: Carl Heinrich von Görtz (1752–1826)

### Gesandte desKönigreich Sachsen
- 1815–1819: Hans August Fürchtegott von Globig (1773–1832)
- 1819–1822: Johannes von Minckwitz (1787–1857)
- 1823–1823: Carl von Friesen (1786–1823)
- 1823–1835: Karl von Watzdorf (1759–1840)
- 1835–1848: Johannes von Minckwitz (1787–1857)
- 1848–1851: Friedrich Ferdinand von Beust (1809–1886)
- 1851–1852: Hans Heinrich von Könneritz (1790–1863)
- 1852–1866: Karl Adolf von Hohenthal-Knauthain (1811–1875)
- 1866–1873: Hans von Könneritz (1820–1911)
- 1873–1885: Oswald von Nostitz-Wallwitz (1830–1885)
- 1885–1906: Wilhelm von Hohenthal (1853–1909)
- 1906–1909: Christoph Johann Friedrich Vitzthum von Eckstädt (1863–1944)
- 1909–1916: Ernst von Salza und Lichtenau (1860–1926)
- 1916–1918: Hans Gottfried von Nostitz-Drzewiecki (1863–1958)

### Gesandte des FreistaatesSachsen

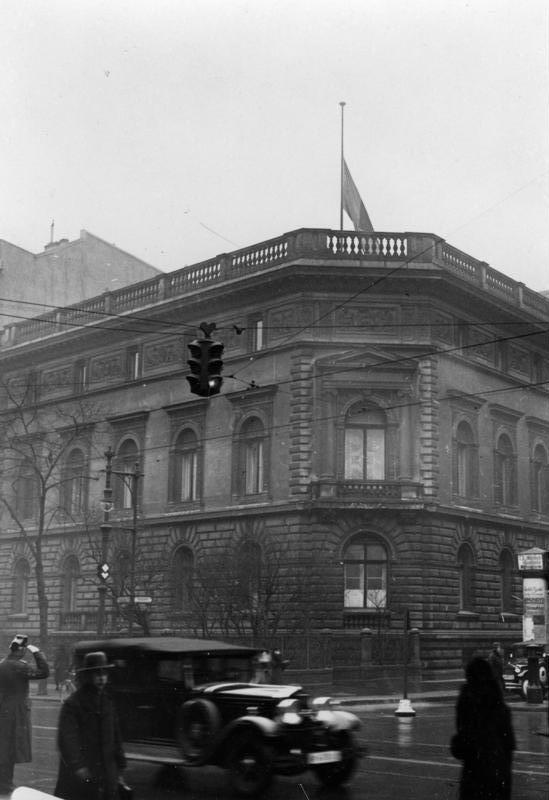
Sächsische Gesandtschaft in der Berliner Voßstraße 19 (1932)

Die Sächsische Gesandtschaft wurde während der Weimarer Republik in Vertretung beim Reich umbenannt, 1932 zwar aufgelöst aber noch zwei Jahre weitergeführt, und 1934 zwangsaufgelöst. Im Jahr 2000 wurde sie als Vertretung des Freistaates Sachsen beim Bund neugegründet. 
- 1919–1921: Walter Koch (1870–1947)
- 1921–1932: Georg Gradnauer (1866–1946)
- 1932–1934: Hans von Holtzendorff (1873–1934)

1934: Auflösung der Gesandtschaft